# Dendrobangia boliviana
Dendrobangia boliviana är en tvåhjärtbladig växtart som beskrevs av Henry Hurd Rusby. Dendrobangia boliviana ingår i släktet Dendrobangia och familjen Icacinaceae. Inga underarter finns listade i Catalogue of Life.